# أمن الطاقة والتكنولوجيا المتجددة
لا يستطيع أحد أن ينكر الفوائد البيئية للتكنولوجيا الحديثة التي تستخدم الطاقة المتجددة, إلا أن أثارها وما يمكن أن تسهم به في مجال أمن الطاقة ليس بنفس الشهرة.
فالتكنولوجيا المتجددة يمكنها أن تعزز أمن الطاقة في مجالات توليد الكهرباء وإمدادات الحرارة والنقل.

## أمن الطاقة
إن الحصول على الطاقة الرخيصة أصبح من ضروريات عمل الاقتصادات الحديثة. ومع ذلك ،فإن التوزيع الغير عادل لمخزون الطاقة الحفرية بين الدول وكذلك الحاجة الملحة للحصول على مصادر الطاقة بشكل أكبر قد أدى إلى كثير من نقاط الضعف والسلبيات. ومن المخاطر التي تهددأمن الطاقة العالمي عدم الاستقرار السياسي في الدول المنتجة للطاقة، والتلاعب في إمدادات الطاقة، وكذلك المنافسة على مصادر الطاقة، والهجمات على البنية التحتية الخاصة بمنشآت إمداد الطاقة، فضلا عن الحوادث والكوارث الطبيعية.

## المواصلات
في تقرير خاص بالوكالة الدولية للطاقة والمقدم حول توقعات الطاقة العالمية 2006 ذكر ان ارتفاع الطلب على البترول 
إذا ترك بدون مراقبة سوف يؤدي إلى توقف إمداد البترول إلى الدول المستهلكة كما أنه سيتسبب في ارتفاع مأساوي في الأسعار. ويمثل الوقود الحيوي المتجدد المستخدم في وسائل المواصلات والنقل, مصدرا رئيسيا مختلفا تماما عن المنتجات النفطية التقليدية. ويعتبر الوقود الحيوي من الحبوب والشمندر في المناطق المعتدلة بديلا هاما وضروريا، إلا أنه غالي الثمن نسبيا، كما أن نسبة كفاءة استخدامه وكذلك تقليل انبعاثات ثاني أكسيد الكربون متغيرة وغير ثابتة. إلا أن الوقود الحيوي من قصب السكر وغيرها من المحاصيل الاستوائية مثمر للغاية وأكثر قدرة على المنافسة ومفيد بصورة أكثر فعالية. ولكن على الجيل الأول للوقود الحيوي في نهاية المطاف التنافس مع الإنتاج الغذائي على لأراضي والمياه والموارد الأخرى. ولهذا فإن المطلوب الآن مزيد من الجهد لتطوير وتسويق تكنولوجيات الوقود الحيوي الجيل الثاني، مثل المصافي البيولوجية واللينجو السليلوزية ligno-cellulosics حتى نتمكن من إنتاج الوقود الحيوي وغيرها من المنتجات من المواد النباتية الغير الصالحة للأكل بصورة أكثر مرونة.
ووفقا لما ذكرته وكالة الطاقة الدولية ،فإن تسويق الإيثانول السليلوزي سوف يسمح لوقود الايثانول بلعب دور أكبر بكثير في المستقبل مما كان يعتقد سابقا. ويمكن إنتاج الإيثانول السليلوزي من مواد نباتية تتكون أساسا من ألياف السيليلوز الغير صالح للأكل والتي غالبا ما تشكل جذور وفروع معظم النباتات. تعتبر كذلك المحاصيل المخصصة لإنتاج الطاقة، مثل العشب، من مصادر السيليلوز الواعدة التي يمكن استغلالها في كثير من المناطق داخل الولايات المتحدة.

## التدفئة
بالنسبة لتلك البلدان حيث الاعتماد المتزايد على الغاز المستورد فإن أمن الطاقة يعتبر من القضايا الهامة التي تواجهها، ومع هذا فإن تكنولوجيات الطاقة المتجددة يمكنها توفير مصادر بديلة للطاقة الكهربائية، فضلا عن تقليل الطلب على الكهرباء من خلال إنتاج الحرارة بصورة مباشرة. وتشير وكالة الطاقة الدولية إلى أن نسبة مساهمة مصادر الطاقة المتجددة المباشرة التي يمكن أن تقدمها إلى التدفئة المنزلية أو التجارية وتدفئة العمليات الصناعية تستحق اهتماما أكبر وأعمق مما يقدم لها الآن. إن الحرارة الناتجة من الطاقة الشمسية ومصادر الطاقة الحرارية الأرضية، فضلا عن مضخات الحرارة، من حيث التكلفة فعالة لكنها تقع في كثير من الأحيان في الفجوة بين البرامج الحكومية التي تعزز الوعي العام وتوفير الحوافز للحث على توليد واستخدام الكهرباء الناتجة عن المصادر المتجددة وكذلك كفاءة الطاقة.
و تعتبر نظم التدفئة الشمسية من التقنيات المعروفة جيدا، وتتألف عادة من مجمعات الطاقة الشمسية الحرارية، ونظام السوائل لنقل الحرارة من المجمع إلى نقطة الاستخدام، وخزان أو صهريج لتخزين الحرارة. يمكن استخدام هذه النظم للحصول على المياه الساخنة للاستعمالات المنزلية، وحمامات السباحة، أو المنازل والشركات. ويمكن أيضا أن تستخدم الحرارة للتطبيقات العملية الصناعية أو كمدخل طاقة لاستخدامات أخرى مثل معدات التبريد. في كثير من المناخات الدافئة، يمكن لنظام التدفئة بالطاقة الشمسية توفير نسبة عالية جدا (50 إلى 75 ٪) من الطاقة اللازمة للمياه الساخنة المنزلية.

## توليد الكهرباء
إن نشر تكنولوجيات الطاقة المتجددة والذي عادة ما يزيد من تنوع مصادر الطاقة الكهربائية، من خلال التوليد المحلي، يساهم في مرونة النظام ومقاومته للصدمات المركزية. وتشير وكالة الطاقة الدولية إلى أن الاهتمام في هذا المجال مركز على نحو غير متناسب على مسألة تنوع إنتاج الطاقة الكهربائية المتجددة. ولكن، هذا لا ينطبق إلا على بعض تكنولوجيات الطاقة المتجددة ،و بشكل رئيسي طاقة الرياح والطاقة الشمسية، وتعتمد أهميته على مجموعة من العوامل التي تشمل تغلغل مصادر الطاقة المتجددة المعنية واستخدامها في مجالات شتى، وسهولة الاتصال على نطاق أوسع مع هذا النظام، ومرونة الطلب. ونادرا ما تشكل هذه التغيرات عائقا أمام الانتشار المتزايد للطاقة المتجددة. ولكن على مستويات عالية من العمل يتطلب تحليلا وإدارة دقيقين، ولذلك يجب أن يؤخذ في الاعتبار توفير تكاليف إضافية لتعزيز أو تعديل النظام.

## معمل الطاقة المركب
أظهر معمل الطاقة المركب، وهو مشروع يربط 36 من المنشئات الخاصة بالرياح والطاقة الشمسية والكتلة الحيوية والطاقة الكهرومائية في جميع أنحاء ألمانيا، أن مجموعة من المصادر المتجددة مع وجود مراقبة أكثر فعالية يمكنه تحقيق التوازن في تقلبات الطاقة قصيرة الأجل وتوفير كهرباء يمكن الاعتماد عليها بنسبة 100 في المئة من الطاقة المتجددة.